# Stadion v Kollárově ulici
Stadion v Kollárově ulici – stadion piłkarski w mieście Vlašim, w Czechach. Obiekt może pomieścić 1200 widzów. Swoje spotkania rozgrywają na nim piłkarze klubu FC Sellier & Bellot Vlašim.